# 克里斯蒂安·玻尔
克里斯蒂安·哈拉爾德·劳里茨·彼得·埃米尔·波耳（英語：Christian Harald Lauritz Peter Emil Bohr，1855年—1911年）是一名丹麦医生，且是物理学家兼諾貝爾獎得主尼尔斯·波耳和数学家哈那德·波耳的父亲。他于1881年与埃伦·阿德勒结婚。
1904年，波耳提出的波耳效應闡明，氢离子（低 pH）和二氧化碳会降低血红蛋白与氧气的亲和力，促进血红蛋白释放氧气。